# Zeleň svinibrodská
Zeleň svinibrodská (triarsenitan-octan měďnatý; také Pařížská zeleň, Vídeňská zeleň, smaragdová zeleň) je vysoce toxická anorganická sloučenina. Má podobu smaragdově zeleného krystalického prášku. Používala se jako syntetické barvivo, rodenticid a insekticid, může být též použita jako modré barvivo do ohňostroje.

## Příprava
Zeleň svinibrodská může být vyrobena reakcí octanu měďnatého a oxidu arsenitého. Zeleň byla poprvé připravena roku 1814 chemiky Russem a Sattlerem v bavorském městě Schweinfurtu (Svinibrodu). Snažili se tehdy vynalézt vylepšený pigment, který by neměl nedostatky Scheeleovy zeleně (nedostatečná stálost a tmavnutí vlivem vzniku sulfidů).
Přírodními ekvivalenty s podobnou barvou jsou minerály chalkofylit, konichalcit, cornubit, cornwallit a lirokonit.

## Použití

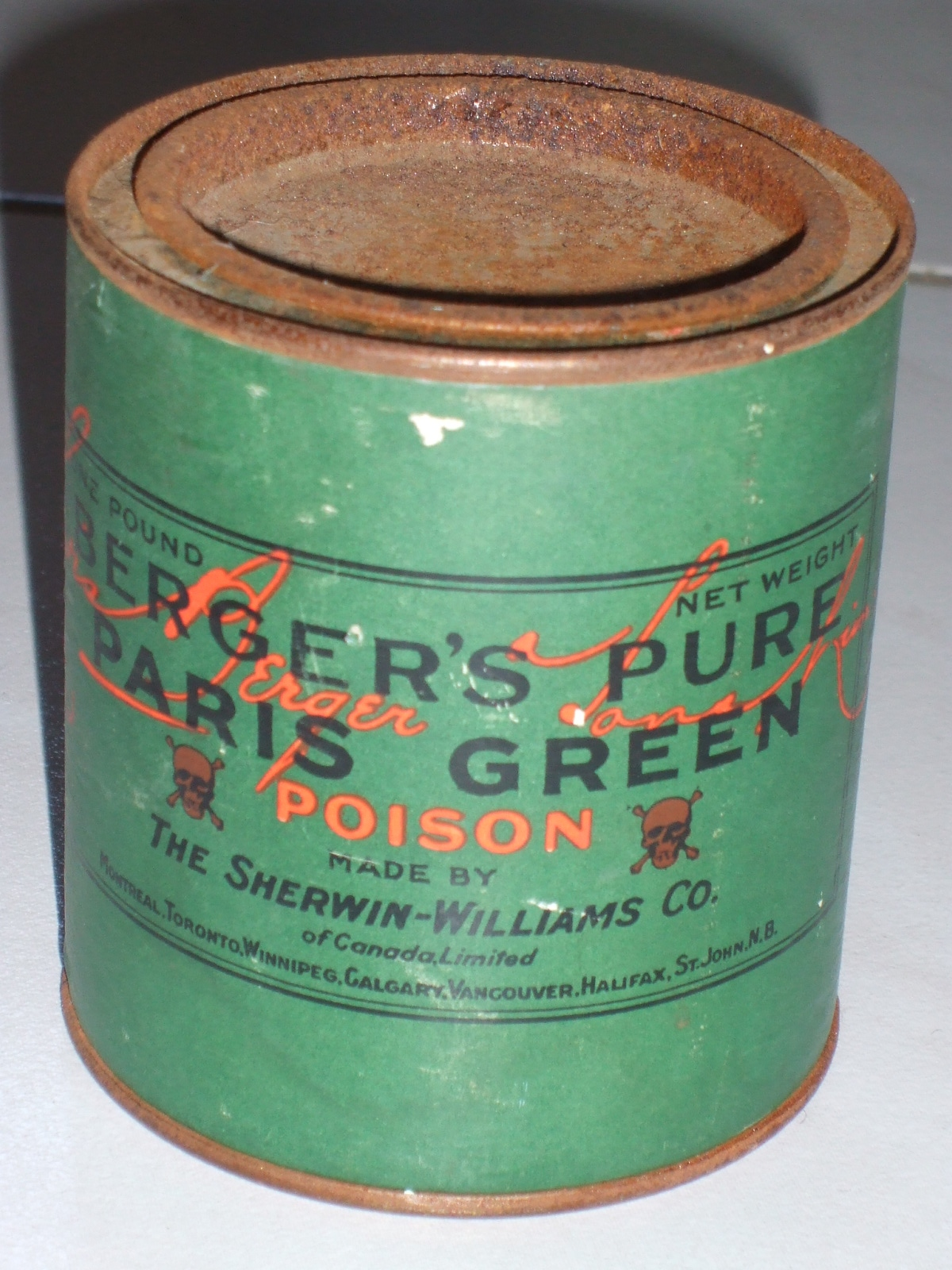
Plechovka s barvou

Na počátku 20. století bylo hojně rozšířeno (zejména v Americe, ale i jinde) použití směsi zeleně svinibrodské a hydrogenarseničnanu olovnatého jako insekticidu v pěstování jablek. Podle záznamů tato směs spálila listí i trávu okolo stromů, neboť se jednalo o vysoce toxickou směs. Ve 40. letech 20. století byla zeleň svinibrodská rozprašována z letadel na Sardinii a Korsice kvůli ochraně proti malárii. Svinibrodská zeleň byla též použita na hubení krys v pařížské kanalizaci, proto si vysloužila svůj název pařížská (anglicky Paris green).
Zeleň svinibrodská byla oblíbena u malířů, využívali ji anglický krajinář William Turner, impresionisté Claude Monet a Auguste Renoir i postimpresionisté Paul Gauguin, Paul Cézanne a Vincent van Gogh. Malíři si ji oblíbili pro zářivý zelený odstín, dobré krycí schopnosti, světelnou stálost a odolnost vůči vlivům povětrnostních podmínek.
Během 19. století byla zeleň svinibrodská zdrojem četných otrav. Smrtelná dávka LD50 činí 22 mg/kg.

## Odraz v kultuře
- Rychlé šípy si v 24. pokračování komiksu (Rychlé šípy na pramici) nově získanou pramici natírají svinibrodskou zelení[3]
- V komiksu Čtyřlístek, čísle 46 Příliš mnoho detektivů (s. 10), odpovídá Fifinka na dotaz Lorda Setra, že její oblíbenou barvou je „zeleňsvinibrodská“
- V knize Hostinec U kamenného stolu Karla Poláčka v 6. kapitole je lázeňský dům ozdoben mj. „košatým stromem honosícím se svinibrodskou zelení a jasně žlutými plody“.
- V 95. epizodě seriálu M*A*S*H se kapitán B. F. Pierce zmiňuje, že tímto odstínem vymaloval svůj byt.